# Александър Андреевич Бунге
Александър Андреевич Бунге (на руски: Александр Андреевич Бунге) е руски лекар, ботаник, пътешественик-изследовател, професор в университета в Дерпт (днес Тартуски университет).

## Биография

### Произход и образование
Роден е на 24 септември 1803 година в Киев, Украйна. От 1821 до 1825 изучава медицина и естествени науки в университета в Дерпт и се дипломира с докторска степен.

### Изследователска дейност (1826 – 1860)
През 1826 г. заедно с ботаника Карл Фридрих Ледебур изследва Алтай. В началото на юни се изкачва по река Бухтарма (десен приток на Иртиш), на 86º и.д. пресича вододела и достига до река Катун, като открива изворите ѝ в ледниците на Алтай. През юли и август се изкачва по река Чариш (ляв приток на Об) до изворите ѝ и се прехвърля в изворите на река Урсул (ляв приток на Катун) и на юг от нея вторично открива Теректинския хребет (120 км, 2821 м).
През 1829 г. се среща с Александър Хумболт и по негова препоръка е зачислен в духовна мисия на Руската академия на науките, отправяща се за Пекин. По време на пътуването, през 1830 – 1831 г. извършва хипсометрични изследвания в пустинята Гоби. Събрания материал по време на пътешествието описва в книгите си: „Enumeratio plantarum quas in China boreali collegit“ (Санкт-Петербург, 1831) и в „Plantarum Mongolico-Chinensium decas I“ (Казань, 1835).
През лятото на 1832 г. за втори път пребивава в Алтай, като изследва цялото течение на река Чуя, описва Чуйската степ, Чулишман и левия ѝ приток Башкаус и Чулишманската планинска земя.
През 1834 г. е назначен за професор в катедрата по ботаника в Университета в Казан. През 1835 г. извършва изследвания в Приволжките степи и Астраханска губерния, а през 1836 г. – възглавява катедрата по ботаника в университета в Дерпт.
През август и септември 1858 участва в експедицията на Николай Хаников в Иран, като картира северните части на Източноиранските планини.

### Следващи години (1860 – 1890)
През 1867 г. излиза в пенсия и се заема с обработката на материалите, събрани в Иран. През 1874 г. е делегат на ботаническия конгрес във Флоренция.
Умира на 18 юли 1890 г. (стар стил) в Килтси, Естония, на 86-годишна възраст.

## Съчинения
- „Flora Altaika“, t. 1 – 4, 1829 – 33;
- „Alexsandri Lehmanni reliquiae botanicae“ (1854);
- „Beitrag zur Kenntniss der flor Russlands und der Steppen Central-Asiens. ErsteAbteilung..., Annis 1839 – 1842“, (1854).